# Верай
Верай (рум. Vărai) — село у повіті Марамуреш в Румунії. Входить до складу комуни Валя-Кіоарулуй.
Село розташоване на відстані 386 км на північний захід від Бухареста, 32 км на південь від Бая-Маре, 68 км на північ від Клуж-Напоки.

## Населення
За даними перепису населення 2002 року у селі проживали 308 осіб, усі — румуни. Усі жителі села рідною мовою назвали румунську.